# 子宮捻転
子宮捻転（しきゅうねんてん、uterine torsion）とは子宮がその長軸に沿って捻転した状態。妊娠末期あるいは分娩中に多い。乳牛で多発するがすべての動物種で起こりうる。初産の動物より経産の動物に多くみられる。自然に回復することもあるが、子宮は鬱血のために壊死を起こすことや胎子の腐敗などにより重篤な疾患を引き起こす。大動物における子宮捻転時の難産の処置は、産道から胎子と子宮を回転させる方法、母体回転法、開腹手術の3つの方法がある。